# 203 f.Kr.

## Händelser

### Efter plats

#### Karthago
- Den romerske generalen Publius Cornelius Scipio utför, medan han för fredsförhandlingar med karthagerna vid Utica, ett överraskningsanfall mot det karthagiska lägret och förstör det. Därefter anfaller han de styrkor, som karthagerna och deras allierade numidierna håller på att samla på de stora slätterna vid Bagradasfloden (i nuvarande Tunisien), och krossar den armén i slaget på stora slätterna. Den numidiske kungen Syfax och den karthagiske ledaren Hasdrubal Gisko lyckas fly var för sig.
- Den romerske generalen Gaius Laelius och romarnas numidiske allierade Masinissa förföljer Syfax mot den numidiska huvudstaden Kirta. Under jakten blir Syfax infångad efter att hans svårt skadade häst har kastat av honom. Han överlämnas till Scipio och blir romersk fånge samt dör i den italienska staden Alba Fucens senare under året.
- Masinissa blir kung över både massyli- och massaesylistammen i Numidien och fortsätter att vara lojal allierad till Rom.
- Hasdrubal Gisko övertalar karthagerna att frambringa en ny armé och att skicka efter Hannibal, för att få honom att återvända hem från Italien. Hannibal lämnar slutligen Italien och återvänder till Karthago.
- Den karthagiske generalen Mago Barkas blir besegrad och sårad av romarna i ett slag i Gallia Cisalpina. Han dör av sina skador under återresan till Karthago.
- En preliminär vapenvila utropas mellan Karthago och Rom och de karthagiska arméerna går med på Scipios hårda villkor. Dock koncentrerar Hannibal, vid sin återkomst till Karthago, de återstående karthagiska styrkorna vid Hadrumetum (nuvarande Sousse i Tunisien) och förbereder dem för strid.

## Födda
- Polybios, grekisk historiker, berömd för sin bok "Historierna" eller "Det romerska rikets uppgång", som i detalj täcker perioden från 220 till 146 f.Kr. (död 120 f.Kr.)

## Avlidna
- Mago Barkas, karthagisk general under det andra puniska kriget mot Rom som har medföljt sin bror Hannibal på invasionen av Italien
- Fabius Maximus Cunctator, romersk general och statsman vars försiktiga förhalningstaktik (som har givit honom epitetet Cunctator, vilket betyder "förhalare") under det andra puniska krigets inledande skede har gett Rom tid att återhämta sin styrka och ta till offensiven mot Hannibals invaderande karthagiska styrkor (född omkring 275 f.Kr.)
- Syfax, numidisk kung allierad med karthagerna under det andra puniska kriget mot Rom.
- Sofonisba, numidisk drottning som begick självmord hellre än att bli utlämnad till Rom.
- Sanghamitta, indisk prinsessa och buddhistisk nunna.